# Kassensturz (film)
Pour plus de détails, voir Fiche technique et Distribution.
Kassensturz (en français Comptage de caisse) est un film allemand réalisé par Rolf Silber sorti en 1983.

## Synopsis
Le jeune Erich Bauermann est un représentant de la génération propre et bien habillée, habile et adaptée. Alors que les punks détestent les gens comme lui et que la scène alternative préfère aller aux manifs contre les centrales nucléaires, le grand rêve d'Erich est de faire carrière dans une banque. Comme sa clientèle a beaucoup d'argent à sa disposition, il va sans dire qu'Erich entend également pêcher pour ces raisons de prospérité financière au moment de choisir son partenaire.
Le père Bauermann est l'exact opposé de la bonne organisation d'Erich. Socio-politiquement plus enfant de 1968, le père légèrement grisonnant est totalement attaché à l'amour du rock'n'roll et d'Elvis Presley. Le souci de son apparence de son propre fils et sa dépendance à la carrière stupéfient le vieil homme. Un jour, lors d'un mariage, Erich rencontre Franzi, une jeune actrice géniale et peu conventionnelle qui a tout ce qu'il n'a pas : une apparence gaie et une bouche assez lâche. La fille provocante est un défi unique pour Erich, mais cela le fait se sentir d'autant plus attiré par elle. Bientôt, il entre dans son monde d'appartements communautaires, qui déteint bientôt sur lui.
Un jour, alors qu'Erich est assis à la caisse enregistreuse de sa banque, elle est attaquée. Le règlement interne stipule de ne prendre aucun risque et, dans ce cas, de se plier aux exigences des malfaiteurs. Alors qu'il pousse l'argent, Erich surveille une liasse de billets d'une valeur de 10 000 DM. Mais après le vol, il ne l'apporte pas à son directeur de succursale, comme l'Erich propre sur lui l'aurait bien sûr fait, mais met plutôt secrètement l'argent dans sa propre poche. De retour à la maison, il prend d'abord quelques jours de congé. Peu à peu, il devient clair pour Erich qu'il vient de dire adieu à son ancienne vie et que cet argent providentiel pour lui, qui a quitté le chemin de l'ordre, signifie qu'il n'y a désormais plus de retour en arrière.

## Fiche technique
- Titre : Kassensturz
- Réalisation : Rolf Silber
- Scénario : Rolf Silber
- Musique : Peter W. Schmitt
- Photographie : Marian Czura (de)
- Son : Kurt Eggmann
- Montage : Raimund Barthelmes (de)
- Production : Ludwig Waldleitner
- Société de production : Roxy Film
- Pays d'origine : Allemagne de l'Ouest
- Langue : allemand
- Format : Couleur - 1,66:1 - Mono - 35 mm
- Genre : Comédie
- Durée : 84 minutes
- Dates de sortie :
  - Allemagne de l'Ouest : 18 juin 1983.

## Distribution
- Christoph M. Ohrt : Erich Bauermann
- Tilo Prückner : M. Bauermann, son père
- Kai Fischer : Mme Bauermann
- Britta Pohland : Franzi
- Reiner Gross : Paul
- Martin Ankermann : Mönkemöller
- Thorsten Becker : Fitti Fischbach
- Reno Nonsens (de) : Marschalek
- Susanne Bredehöft (de) : Iris
- Henning Burk (de) : le commissaire
- Armin Dillenberger (de) : l'assistant
- Peter Böhlke (de) : Höflicher Harri
- Roland-Momme Jantz : Iltis
- Volker Niederfahrenhorst (de) : Wolfgang
- K.E. Rudolf Porsche : Rentner
- Armin Rohde : Holger
- Dana Savic : Irene

## Source de la traduction
- (de) Cet article est partiellement ou en totalité issu de l’article de Wikipédia en allemand intitulé « Kassensturz (Film) » (voir la liste des auteurs).